# Jean-Marie Le Guevel
Jean-Marie Julien Pascal Le Guével de la Ville-es-Joux est un homme politique français, né le 25 novembre 1779 à Josselin (Bretagne) et mort le 9 mai 1851 à Ploërmel (Morbihan).

## Biographie
Fils d'un avocat, fabricant de toiles, il est député du Morbihan en 1815, pendant les Cent-Jours.
À sa mort, il est avocat et avoué près du tribunal civil de Ploërmel, et conseiller municipal de cette ville.

## Sources
- « Jean-Marie Le Guevel », dans Adolphe Robert et Gaston Cougny, Dictionnaire des parlementaires français, Edgar Bourloton, 1889-1891 [détail de l’édition]